# C³ -シーキューブ-
『C³ -シーキューブ-』（シーキューブ、Cube×Cursed×Curious）は、水瀬葉月による日本のライトノベル。イラストはさそりがためが手掛けている。電撃文庫（メディアワークス→アスキー・メディアワークス）より2007年9月から2013年6月まで刊行された。2015年10月時点でシリーズ累計部数は154万部を記録している。
メディアミックスとして、『月刊コミック電撃大王』（アスキー・メディアワークス）2011年4月号から2013年3月号まで秋奈つかこによるコミカライズが連載された。また2011年10月から12月までテレビアニメが放送された。

## あらすじ
ある日、高校生の夜知春亮のもとに、旅先の父親から謎の黒い立方体が届く。それはヒトになるまで《負の思念》を取り込んだ呪われた道具・禍具（ワース）だった。黒い立方体はフィアという少女に姿を変え、夜知家に居候しながら、同じく夜知家の世話になっている村正このはや春亮に教わり、呪いを解くために善行を重ねることとなる。そして彼らは、呪われた道具が関係する事件に次々と巻き込まれていく。

## 呪いの道具
この物語は呪われた道具・禍具（ワース）を中心にストーリーが展開される。
人の《負の思念》を浴び続けた道具は、やがて負の方向に変質して呪われる。呪われた道具は所有者や周囲の人間に悪影響を及ぼす代わり、不思議な力を発揮するようになる。
さらに、非常に強烈に呪いを受け続けた道具は人間としての魂や意思を得て、自由に道具の姿と人間の姿をとれるようになる。人化した道具は「道具としての性質」と「人間としての性質」を併せ持ち、道具の姿で傷ついてもわずかな傷なら自然治癒し、人間の姿の時も道具として誰かに使われたいという欲求を感じる。人化した道具は呪いが解けても、人としての性質や道具だったころの名残の能力は無くならない。
呪いの道具を巡って、さまざまなスタンスの組織が暗躍している。

## 登場人物

### 主要人物
夜知 春亮（やち はるあき）
声 - 梶裕貴
本作の主人公。私立大秋高校に通う高校生。一年三組 → 二年一組。呪いの効力を受けない体質で、家が清浄な力の集まる中心ということもあり、父親が届けてくる呪われた道具の呪いを解く手助けをしている。家事は基本的に自分でこなし、特に料理の腕は非常に高く、なまじの女性ではかなわないほど。言動や趣味にどこか年寄りじみたところがあり、友人たちからは「枯れている」と言われることがある。
非常に優しい性格でお人好し。困っている人（人化した禍具を含む）がいるとつい助けようとしてしまう。人化した禍具に対しても分け隔てなく人間と同じように接し、呪いを解くためなら苦労を惜しまない。そのためこのはやフィア、黒絵、さらには錐霞からも好意を持たれているが、鈍感であるためそれに気づいていない。ただし、彼女たちを異性として意識してはいる模様。
戦闘時は、日本刀に変化したこのはを武器に戦う。
フィア
声 - 田村ゆかり
本作のメインヒロイン。人化した禍具。人の姿は、小柄で細身な銀髪の少女。煎餅が大好きで、クモが大嫌い。長らく世間に触れていなかったためか、夜知家に来た頃は常識知らずな面が目立ったが、春亮たちに教えられ一般常識程度のことは身についてきている。「呪うぞ！」・「ハレンチだ！」が口癖。春亮のことは「ハレンチ小僧」、このはの事は「ウシチチ」と呼ぶ。貧乳の幼児体型であるため、このはを始めとする巨乳の女性を目の敵にしている。アルコールに弱い。
元々は《箱形の恐禍（フィア・イン・キューブ）》と呼ばれた一辺一メートルほどの黒い立方体の拷問処刑用具。中には無数の鉄片が組み合わさっていて、32の機構に変形が可能。免罪符機構を体内に一枚挿入する毎にどれか一つの機構が使用不能となるらしく、現在すでにいくつかの機構は使えない状態となっている。数百年にわたってヨーロッパの古城の地下に隠されていたのを崩夏に発見され、呪いを解くために夜知家に送られ居候することになった。2巻より「フィア・キューブリック」の名で大秋高校に通っている。クラスは一年三組 → 二年一組。
かつて道具だった頃、身近にいた者を含め老若男女の人間を多数虐殺させられたことが最大のトラウマとなっており、人化するほどに呪いを受けることとなった原因でもある。今でも人の血を見たり悲鳴（特に親しい人間の悲鳴）を聞いたりすると、以前の呪われた人格が顔を出してくることがある。夜知家に来たばかりの頃はこの状態になると春亮のことすらわからなくなってしまっていたが、その後ある程度はコントロールできるようになっている。
11巻で新たな戦闘法《二重偽装立方体（デュアルエミュレーション）》を編み出し、戦闘力を上げたが、同時に自身の呪いが強まることを懸念し、免罪符機構を本格的に集めることを決意した。
春亮に対しては漠然と好意のようなものを抱いているようだが、それが何なのか自分ではよくわかっていない模様。
村正 このは（むらまさ このは）
声 - 茅原実里
本編のもう一人のヒロイン。春亮と同じ高校に通っており、対外的には春亮の同い年の従姉ということになっている。クラスは一年四組 → 二年一組。物語開始時は夜知家の離れに住んでいたが、フィアがやって来た後に母屋に移っている。丸眼鏡におさげ髪のきわめて発育のいい少女で、アニメ第2話において錐霞が拍明に提出した報告書には「体重53.5kg、胸囲91cm」との記述がある。肉が大好物で、料理を作るとつい肉の量を増やしてしまう。
実は人化した禍具である。元の姿は刀身を非常に薄い鞘で覆った日本刀（妖刀村正）。その鞘は崩夏による特注品で、人の姿を取っているときは眼鏡となる。人の姿の時でも手刀や蹴りに刃物の切れ味を持たせることができ、時おり感情が昂ぶると無意識のうちに持っているものを両断してしまうこともある。また刀の姿に戻ることで、自分の所持者の身体を操ることができる。なお、刀に戻るときは全裸状態となるため、ふたたび人の姿を取る際はあらためて衣服を着なければならない。
かつては血を求める呪われた妖刀だったが、現在は血を見ると失神したり気分が悪くなったりしてしまう。ただし、感情が高まると時たま以前の人格が顔を見せることがあり、ある程度は意識的にそれを出したり引っ込めたりすることもできる。その際は一人称が「妾」となり、口調も古風な武家言葉になる。なお、血を見て気分が悪くなる理由を当初は「呪いが解けてきた反動」と説明していたが、実は呪いは解けてなどおらず、自らかけた強烈な自己暗示によるものであることが後に明らかとなった（本人は、まだフィアと大して変わらないレベルで呪われていると自己分析している）。しかし雛井エルシー戦で春亮の身が危機に瀕した際、彼を助けるために自己暗示をやむなく破り、本来の力を解放させた。そのため、現在は物語開始時よりも不安定で、以前の人格が出やすい状態である。
過去の歴史的経緯から徳川家関連のものをあまりよく思っていない。
春亮に対しては、夜知家にやって来て間もない頃、まだ人格も以前のままで春亮も幼かった時から好意を寄せており、以前の人格を自己暗示で封印しようと決心したのも、「このは」という名前を受け入れたのも、彼とずっと一緒にいたいがためだった。春亮には長いことそれに気付いてもらえていなかったが、14巻にてついに直接その想いを告白した。
アルコールには弱いわけではないが飲むと悪酔いし、以前の人格も顔を出して色々な意味で周囲に甚大な被害を及ぼす。特に梅酒を飲むと手がつけられなくなる。
上野 錐霞（うえの きりか）
声 - 喜多村英梨
春亮のクラスの学級委員長。クラスは一年三組 → 二年一組。クールで真面目、かつ成績優秀で、男っぽい口調で話す。「馬鹿げている」が口癖。毎日春亮と弁当の中身で料理勝負をしているが、一度も勝ったことがない。制服のスカートは他の生徒よりも長めのものを着用している。
実は研究室長国という組織のメンバーであり、闇曲拍明の実妹でもある。春亮らの監視を任務としていたが、組織および拍明を毛嫌いしており、春亮らにも自分がメンバーであることを隠していた。後に組織から脱退する。
服の下に、《ギメストランテの愛》と呼ばれる呪われたボンデージ衣装を身につけている。これには、狂的なサディストのすぐ死ぬ奴隷への不満、そして奴隷たちの自身の非遇への恨みにより「着ているものはどんなに傷つけられても死なない」という呪いがかかっており、着用者は人外の自然治癒力を得る。その力は、外傷でなら死んでも再生して生き返るほど。ただし、それを脱ぐと死んでしまうため一生着ていなくてはならず、生活の上でさまざまな支障が出ている。その存在を隠すため、人前で薄着になることを嫌う。ギメストランテの愛を着用する羽目になったのは拍明のせいであり、さらにファーストキスも拍明の好奇心のために奪われている。それが拍明と組織を毛嫌いする大きな要因となっている
武器として使う禍具は《黒河可憐》。伸縮自在の革ベルトで、単純な戦闘以外にも、目標の拘束など用途は幅広い。一定周期で「誰かを締め殺さずにはいられない」呪いがかかっているが、《ギメストランテの愛》の持つ不死性を利用し、自らを殺傷の標的とすることで周囲へ被害が及ぶことを防いでいる。
アルコールに弱い。
春亮に対しては強い恋心を抱いている。なかなかそれをうまく伝えることができず、春亮にもしばらく気付いてもらえなかったが、後に直接告白して想いを伝えた。
人形原 黒絵（にんぎょうはら くろえ）
声 - 小倉唯
夜知家の離れに住む同居人で、（元）禍具でもある。すでに呪いが解けているため夜知家に常に滞在する必要はなく、月の半分程は自身の経営する美容室《壇ノ浦》で生活している。また時おりふらりと放浪の旅に出ることもある。
名前から窺えるように、元の姿は和人形（髪が伸びる人形）。長い黒髪にぼんやり眼、無表情、小柄で幼児体型とまさに人形のような外見をしており、体型が似通っているフィアとは淑乳同盟を結成している。またサヴェレンティとは、元が人形同士であるからか何か通じ合うものがあるらしく、親友となっている。言動はかなりエキセントリックで、しかも確信犯的に場を引っかき回して楽しんでいるふしがある。ただその一方ですべてを見通しているようなところもあり、ふと大人びた一面を垣間見せることがある。人を呼ぶときはたいてい自分で考えた独特のあだ名で呼ぶ（春亮は「ハル」、このはは「このさん」、フィアは「ふぃっちー」など）。
髪の毛を自由に伸ばしたり動かしたりすることができ、戦闘の際もこの力を利用する。ただし、あくまで元は人形＝玩具なので、武器であるこのはや拷問道具であるフィアに比べるとどうしても攻撃力は劣り、そのため戦闘時は防御や支援に回ることが多い。「技の名前を言ったほうが技の威力が上がる」という信念から、髪を使った技には全て名前が付いており、新技もちゃんと名前をつけて使う。技の名前には「将門」「宗盛」など、平朝臣の武将の名前が入る。また人間の髪の毛を吸収して人の精気を吸い取り、その精気で人の自然治癒力を高めることもできる。かつては精気を吸いつくして所有者を死に至らしめていたらしいが、呪いが解けた今ではそのようなことはない。
春亮に対しては、はっきりと表情や言動にあらわすことは滅多にないが、やはり憎からず思っている模様。
ちなみに筆者いわく、「黒絵」の発音は頭にアクセントをつける。

### 大秋高校関係者
伯途 泰造（はくと たいぞう）
声 - 寺島拓篤
春亮の中学校からの友人。一年三組 → 二年一組。野球部員。基本的にテンションが高く騒がしい。このはが好き。
実耶麻 渦奈（みやま かな）
声 - 阿澄佳奈
同じく春亮の中学校からの友人。一年三組 → 二年一組。水泳部員。泰造とは、春亮と錐霞の料理対決の判定員を務めたりするほどの、なかなかに息のあったコンビ。フィアをいたく気に入っており、よくスキンシップをしてはフィアに嫌がられている。
桜参 白穂（さくらまいり しらほ）
声 - 斎藤千和
サヴェレンティの現在の所有者。家は骨董店。サヴェレンティともそこで出会い、売られてしまわないように父から譲り受けた。人形のような風貌のクールな美少女。幼少期にも『人形のよう』と称され、劇団に所属していた経験もあり、そのためか演技が非常にうまい。しかし周囲からの好機や期待、憎悪や排撃といった感情に失望したため人間を嫌いになった。半面サヴァレンティの事は溺愛している。上記の演技力と彼女の人形のような美貌もあって、春亮たちはサヴェレンティと白穂の入れ替わりになかなか気付けなかった。アニメでは錐霞同様、他の生徒よりも長めのスカートの制服を着用している。
春亮の事も「人間」と呼び、顔を合わせるたびに悪口雑言を浴びせるなど毛嫌いしている素振りを見せるが、それでいて何かと頼みを聞いてあげたりと、内心そこまで悪く思ってはいないようだ。
長いこと不登校を続けていたため、勉強は苦手な様子。一年？組 → 二年一組。
サヴェレンティ
声 - 井口裕香
呪いを受けて人化した人形。正式名称《王権を果たす完全人形（サヴェレンティ・パーフェクション・ドール）》。
元の姿も、人に限りなく姿を似せた等身大の人形。作成した人形職人の歪んだ信念で、所有者が一定以上の愛情を持ってサヴェレンティに抱擁をすると所有者が惨殺される無数の刃物の機構「殺害器官（キリングオルガン）」が内蔵されている。かかっている呪いは『所有者にサヴェレンティへの恋愛感情を確実に抱かせ、その所有者を自らの機構で殺害する』というもの。所有者が男女どちらでも魅惑できるように、男にも女にもなれ、胸の大きさや髪の長さ・色を変えられる。また、自らの持つ「王権」を用いて、自分の視界に入っている「人の姿を模したもの」を操る能力もある。
一人称は「ボク」。ドジっ子で、よく何もないところでつまずいたりする。
自身と白穂を巡る一連の騒動により刃物の部分だけを破壊され、ガブリエルに雇われメイドとして働いている。それ以外の場所では、ほぼ必ず白穂と一緒にいる。
世界橋 ガブリエル（せかいばし ガブリエル）
声 - 池田秀一
春亮たちが通う私立大秋高校の理事長。理事長職のほかにもいくつも仕事をしているらしく、世界を忙しく飛び回っている。多方面にコネをもっており、崩夏とも懇意。
常にガスマスクを装着していて、初対面時、フィアに変態呼ばわりされた。
禍具を見つけるのが趣味で、世界中を回る間にそれらしいものを見つけると嬉々として購入する。が、なかなか本物に巡り合えないようだ。崩夏と知り合ったのも、その趣味の関係である。
実は元竜島/竜頭師団の《竜階》二位の団員。当時所有していた禍具《騎士道への大逆者（トリーズン・ピアサー）》は人化できる禍具であり、別名は《卑怯者の槍》。元々は騎士槍、馬上槍だが呪いで得た性質は「敵との距離が遠ければ遠いほど力を増す」というもの。そのため、武器としては投げ槍として使用される。投げたのち、いかなる距離からでも使用者のもとに戻ってくるという性質もあるが、同時に戻ってくるとき所有者の身体を貫いてしまう可能性があるという呪いがある。そのためガブリエル自身は、彼女に貫かれて死ぬという覚悟をしていたが、彼女は実際にガブリエルを殺しかけたことで死を決意し、ガブリエルを竜島/竜頭師団から抜けさせるため師団長に単身挑み破壊された。その後、彼女を愛していたがゆえに、ガブリエルは竜島/竜頭師団を抜けた。その際、脱団の手伝いを崩夏に依頼した。以後、「死んだ禍具を生き返らせる禍具」を探している。
投擲が得意だが、前述した怪我により現在は身体機能が低下しているため本気の投擲は一回が限度。
マスクを被っている本当の理由は顔にある竜の《目》の刻印を見せないため。現在はマスクを被っていることに慣れてしまい、逆に被っていないと落ち着かない。
北条 漸音（ほうじょう ぜのん）
声 - 折笠愛
ガブリエルの秘書。ショートカットのクールビューティーな女性で、誰に対しても愛想がない。その外見とは裏腹に大のカワイイもの好き。だが自分には可愛い服などが似合わないことは知っているので、その情熱はもっぱら「可愛い子をさらに可愛くすること」に費やされる。サヴェレンティのメイド服も彼女が用意したもの。
元竜島/竜頭師団で、ガブリエルの部下だった。ガブリエルから投擲技術を教わっており、戦闘時はナイフを投げ戦う。
北条 銃音（ほうじょう がのん）
声 - 三石琴乃
養護教諭で保健室の主。常に眠たげで覇気の無い言動。
漸音の姉。
元竜島/竜頭師団で、ガブリエルの部下だった。戦闘時は自己流の「虚剣」を使い相手を翻弄するように戦う。このはからその剣は「柔の剣」と評される。
潰道 忌（かいどう いみ）
6巻より登場。
大秋高校で保健体育を担当する教師。春亮たちのクラスの副担任でもある。黒のロングヘアで顔に切り傷の痕がある。いつも赤いジャージを着用。時代劇に影響された口調や立ち居振る舞いから、どことなく武士のような印象を与える。クールだが実は天然。常にスコップを持ち歩いており、生徒には陰で「スコップティーチャー」の略「スコッティ」と呼ばれている。
刹という妹がいたが、学校で苛められていた彼女はある日呪われたカッターナイフを手に入れ、その呪いによって忌を傷つけてしまい（忌の顔の傷はこの時ついたもの）、その罪悪感から彼女は自殺してしまう。持ち歩いているスコップは妹から送られたもの。
上記の体験から、呪いの道具を調べるうちにそれに詳しいという世界橋の存在を知る。彼と会い話した結果、彼の弟子となり大秋高校で教鞭をとりつつ呪われた道具について教えを受けることとなった。呪いの道具に苦手意識を抱いており、フィアたちのような人化した呪いの道具である生徒に避けるような態度をとってしまっていた。
切子に妹の姿を重ね、彼女を守ろうと奮闘するもトラウマとなったカッターナイフを『強くなるため』扱っていた姿を見て妹とは違うと考えを改め、敵となった彼女を撃破した。その後はフィアたちに対して普通の生徒のように接する場面も見られる。
理事長の計らいで春亮たちの二年時の担任となる。
宙城 日向（そらしろひなた）
声 - 水原薫
一年？組 → 二年一組。白穂と同じクラスの少女。白穂の友達第一号を自称する少し変わった少女。二年時からは春亮たちとも同じ組。
早川 千早（はやかわ ちはや）
9巻より登場。
町外れの神社の一人娘。脱色した髪に眼鏡をかけ、露出度の高い巫女服を着ている。神社の娘にもかかわらず、丑の刻参りなどの「呪い屋」の仕事をしており、その行為を目撃した春亮達と敵対する。
無愛想で態度も口も悪く、悪口を携帯に書きとめる癖がある。春亮を「エロ坊主」と呼ぶ。しかし入院中の母親が大切にしている家庭菜園を代わりに世話したりと悪人ではない。やや素直になれない面がある。
伍鈴の所有者であり、その影響で「所有者の声を半分奪う」ことと、「毎日巫女舞を踊らなければならない」という二つの呪いを受けている。伍鈴の事を下僕呼ばわりし、頬をつねったり雑な扱いをする事が多いが大切に思っている。
当初は父親とのすれ違いが絶えなかったが、伍鈴をめぐる事件の中で、父親が家族をとても大切に思っていたことを知り、現在その関係は良好なようである。
春亮たちが二年に上がると同時に大秋高校に入学した。
伍鈴（いすず）
9巻より登場。
千早と常に行動を共にしている女性。黒髪に正当な巫女服を纏っている。温和だが思った事をすぐ口に出す性分の為かことあるごとに千早にいじられている。「恐こみ恐こみ白しますが（かしこみかしこみまをしますが）～」が口癖。
呪いを受けて人化した神楽鈴。旱魃の時に死亡するまで雨乞いを続けた巫女と、巫女の死後発生した水害によって滅びた村の住人らにより呪われた。風を操ったり、未来を予知する能力がある。
「壱鈴」から「拾伍鈴」まで全部で15の本体を持ち、15人で1つの禍具という珍しい存在。名前が一番自然という理由から普段は伍鈴のみが表に出ており、他の14名は場合によって出てくる。尚、伍鈴以外は他者から声を奪わない限り声を出す事が出来ない。
千早の願いを叶える力を得るために、多くの人の声を奪ったことで、フィア達と敵対することになった。
千早が大秋高校に入学した際、千早の一定範囲以内にいなければならないため理事長の計らいで用務員として大秋高校に勤めるようになった。

### 蒐集戦線騎士領
ピーヴィー・バロヲイ
声 - 大原さやか
貴族のようなドレスを身にまとい、両腕に巨大な手甲をつけた蒐集戦線騎士領の一級清廉騎士。禍具（特に黒くて長いもの）を手に持っただけで嘔吐するほどに毛嫌いしている。そのヤジロベエのような姿から《ゆらゆら人形（バランシングトーイ）》とも呼ばれる。
サド侯爵を尊敬しているらしく、何度も彼の言葉を引用している。また「ビッチ」が口癖。作品内では何度も、いくつかの言葉にルビを振る形で言っている。
かつて自らの両親を破滅に追いやったことから、禍具を非常に忌避する。その性格故に、半ば自傷も厭わず両腕の手甲を打撃武具として使用。しかしフィア戦の負傷からやむをえず「手にしている限り死してなお自動で敵を殺す」禍具こと《舞踏会用戦斧（ダンスタイム）》を持ち出すに至った。
フィア達との戦いに敗れ瀕死の重傷を負い、その後研究室長国に属する錐霞に回収された。
数年前に結成された第八十五騎士団《リリィハウル・ピーヴィー》で副団長を務め、単騎で三禍具を破壊するという活躍をした。
ハインツマン・ディメルゲルグ
蒐集戦線騎士領の一級殲滅騎士。《一人部隊（アイソレッツ）》。藍子の元所有者で、呪いを行うということに耐えられなくなった藍子に殺され、蟲毒とされた。
リリィハウル・キルミスタ
11巻に登場。
蒐集戦線騎士領の一級正道騎士。金髪にスーツを着た冷静な美女。
性格は生真面目で高潔。仲間の仇であるニルシャーキを追い第八十七騎士団の長として春亮たちの前へ現れた。
団が壊滅し一度は力の限り戦うことを決意したが、ローリカが現れたことにより彼女を連れ戦線を離脱。ローリカの持つ禍具を狙って現れたニルシャーキによってローリカを殺され、自身も半死の重傷を負わされる。
その後はニルシャーキへの復讐だけを考えて行動していたため以前のような騎士らしさが失われ、自らの復讐のためなら一般人でさえ利用し、無関係な人間が何人死のうが構わない騎士道とはかけ離れた行動を取るようになっていた。また、騎士領の保管庫に保管されていた刀剣型の多様な禍具を持ち出し、それの呪いを満たすために拷問未遂まで犯したが、最終的には騎士として死ぬこと選び、ニルシャーキと相打ち、死亡した。
戦闘時は白銀の鎧を纏い、大剣のソードブレイカーを使うが、彼女は禍具を破壊するものとし《禍具砕き（ワースブレイカー）》と呼んでいる。
ネトー
11巻に登場。
蒐集戦線騎士領の一級応報騎士。
《復讐者》という異名をもち、昔ニルシャーキに敗れたことで彼女に復讐することを誓っている。
リリィハウルの部下、第八十七騎士団の副団長として春亮たちの前へ現れた。
下品な言い回しで喋り、SでもありMでもある。
《痛苦所在点（ザ・ペイングラファー）》というこれで傷の写真を撮ることにより肉体の傷が消え、その写真こそが「痛みの情報そのもの」になり、その写真を人間に押し当てて破ればその痛みを相手に感じさせることができるという禍具を所持しており、それを使いやすくするための近距離戦専用銃剣を用いて戦う。
フィアを追い詰めるが、フィアの新たな戦闘法《二重偽装立方体》により敗れ、その後は不明。
ローリカ・シューゲイザー
蒐集戦線騎士領の一員。ネトーの後方支援員。《がらくた（トラッシュ）》と呼ばれている。
リリィハウルに憧れて騎士領に入った。数々の禍具を所持している。
《コリン博士の整形手順（ローハイドFCD）》により鍵堂姫乃に入れ替わり大秋高校に潜入。《ルムニクエシュチ村規定書》によりニルシャーキを見つけるためミスコンに出場し《ギリッツェ伯爵夫人の手による発情香（パフューム・オブ・メイティングシーズン）》によって一位を取ろうとするが伍鈴の妨害により失敗し、《救済拷問官の瞳（バルトロメイ・オブリビオン）》を狙って現れたニルシャーキからリリィハウルを庇い死亡する。

### ビブオーリオ家族会
アリス・ビブオーリオ・バスクリッハ
声 - 田中理恵
3巻より登場。
優しげなほほえみをたたえた女性。シスター服を着ていることが多い。
ビブオーリオ家族会の開祖であり、【法衣纏う莞爾（マザー・オブ・カノニカル）】【ミズ・ファナティック】【始まり (A) を名乗る者】【第一母君】の別名を持つ。幼いころに孤児院で虐待されていて、その状況から禍具に救われた過去を持つ。そのことがビブオーリオ家族会設立のきっかけだった。
本領を発揮するのはアビスを所持した時だが、普段はその代替品としてハンマーと包丁が融合したような十字架型の禍具《食人調理法（カニバルクッカー）》と、反転した分身を作り出す《麗しの自害鏡 (SBR)》をそれぞれ戦闘で使用している。
4巻では、3巻で受けた傷のせいで車いすに乗って登場、フィアたちと戦い敗れる。アビスを失い自身も瀕死の重傷のところを闇曲拍明に回収される。そして5巻で再登場した際には、これまで自分のしてきたことの罪悪感で極端に自罰的な言動をとっていた。
現在はクルリと共に京都の定食屋で働いている。
小山内優子
3巻に登場。
黒絵の美容院「壇ノ浦」の新装開店最初の客。
フィアを家族会に入れる作戦のため喜んで殺された。
アビス
声 - 中田譲治
3巻より登場。
アリスの夫にして、ビブオーリオ家族会の父君として崇められる呪われた十字架。体格は良くひげを生やしており、スーツにソフト帽をかぶって革手袋をした、マフィアのような風貌。自らの呪いを「人間を救うためのもの」と自負する。正式名称は教会区《奈落》（ナロウ・ナロウ・アビス）。
かつては打ち捨てられた教会に置いてあった。その教会では、子供を生贄にする邪教集団が儀式を行っており、その子供たちの思念がアビスの呪いの始まりだった。そして長い間負の思念を受け続け、アリスの思念によって人化するに至った。相手に告解させることで記憶を奪ったり、闇を操り触手のように使うことができる。また、所有者は呪いとして、罪悪感を失う。
4巻でフィアたちと戦って敗れ、石の破片に大破する。
二階堂 クルリ（にかいどう クルリ）
4巻より登場。
ビブオーリオ家族会の新入り。不揃いな髪を二つに結んでおり、履いているブーツは左右で違う。パンクファッションを好む。口癖は「無能臭い」。
身体能力は高く、橋の上から飛び降りても平然としていたほど。かつての経験から、1ミリメートル単位の距離を見切れる。武器は《回帰する産子刀（マタ・プワガ・ククリ）》と「ただの」十字架の仕込みナイフ。
一家心中から1人生き残る。その後彼女を引き取った叔父から虐待を受けていたが、呪いの道具を使って叔父を殺害。少年院から出所する際にビブオーリオ家族会に拾われる。アビスに心酔していたが、アビスが消した記憶を思い出し、決別する。
5巻にて、アリスを回収した拍明を追って大秋高校の文化祭に潜入。最終的に彼女を罪悪感から救い、共に去って行った。
現在は京都の定食屋でビブオーリオと共に働いており、彼女を母として慕っている。同僚の光一郎には何かと助けてもらったことで好意を抱いており、彼の誕生日に釣り用の帽子を贈った。
オラトリエ・ラブドルムナーグ
5巻に登場。
文化祭に潜入した家族会員。歳は20代ほど、ロングの赤い癖毛で、白いパーカーの下に赤いビキニを着ており、体は水で濡れている。その様子から、文化祭では「妖怪濡れ女がいる」と噂になった。自爆に失敗、研究室長国に囚われていたが脱走し、アリスの行方を知り教えを乞うため春亮を探す。別名《乱打緋主（ランドフィッシャー）》。
武器は呪われたオールの《水葬奇譚（トラゲティメソッド）》。物に対する透過率を自由に変えられるその力で敵を撹乱し、乱打で止めをさす。ただし「所有者は定期的に水を浴びていなければ死ぬ」呪いを持ち、常時体を濡らしているのはこのせい。
アリスと対面するも、アビスを失い激変した彼女を認めず偽物だとして、本物の居場所を聞き出すために春亮たちに襲いかかる。フィアとこのはの連携に倒され意識を失い、クルリに背負われて去る。
現在は家族会の解散を受け入れられずひきこもり状態になっている。
雛井 エルシー（ひない エルシー）
10巻に登場。
蒐集戦線騎士領の一員として、アマンダの粛清のために派遣された。
禍具《シャムロックの試験時計（クロックワーク・ライフ）》を保有しており、その特性と圧倒的な攻撃の速さから、《極小殲滅圏（フォーミニッツ）》の異名を持つ。
元々はビブオーリオ家族会の会員であり、会の中でも「最強」といわれるほどの実力を持っていたが、研究室長国との争いの最中に蒐集戦線騎士領に捕えられた。そして、《アーティクル15》による洗脳を受けていた時、偶然騎士領内に潜り込んでいた日村によって連れ出され、以後日村の傀儡として動いていた。
その後、研究室長団の虜囚となっていたが、12巻で家族会と免罪符機構との交換によって家族会に返すと拍明は約束していた
17巻において無事に解放された様子が描かれており、京都の家族会の暮らす家においてオラトリエのひきこもりの解消に一役買っていた。

### 研究室長国
闇曲 拍明（やみまがり ぱくあき）
5巻より本格的に登場。
闇曲拍明・研究室長国の創設者にして室長である、錐霞の実兄。黒く染めた白衣を着た、長身の優男。「闇曲拍明」という名前は本名ではなく、研究室長国を立ち上げたときに名乗り始めたもの。「知りたい」という欲求を満たすために行動する。仕組みの不可解な呪いの道具を改造することもできるほどの実力を持つ（ただし本人は「うまい具合に壊した」とも述べている）。
好き勝手なことをする錐霞を連れ戻すためという名目で文化祭にやってくるが、それ以外にもフィアの力の観察という目的も持ち、春亮たちを翻弄する。戦闘の後、欲しいデータを手にいれ、「錐霞の恋の行方」という新たな観察対象も見つけて、引き上げていった。
ン・イゾイー
5巻より登場。
アフリカのとある部族出身の、研究室長国研究員。褐色の肌と、黒人の特徴とはかけ離れた灰色がかった直毛のショートカットの髪、同じ熟語を名詞と動詞で繰り返す独特な口調が特徴。拍明の護衛として姿を現す。
「手は精霊に授かった神聖なもの」という部族の教えにより、戦闘で手を用いることを禁忌とし、手錠を掛け、足でナイフや矢を持ち、手を足のように足を手のように使って戦う。人間離れした身体能力でフィアたちを苦しめるが、錐霞の策略により手で敵を傷つけてしまい恐慌状態に陥り、そこで気絶させられ戦闘不能となる。
8巻にて再登場。闇曲から世界橋へ書状を届ける途中ココロに襲われて倒れているところを春亮達に発見・介抱された。
8巻の終盤にて大秋高校に入学し、研究室長団に所属しているため目立った助力はできないと言っているが、何か事件があるたびに度々助力している。
丸いものが好物で、昼食はいつも肉まん。一年四組 → 二年一組。
日村 素直（ひむら すなお）
声 - 三木眞一郎
春亮達のクラスの担任。研究室長国の一員であり、夜知家の観察のために大秋高校で教師をしている。
錐霞に対して一方的な恋愛感情を持っており、錐霞に好意を抱かれている春亮のことは（貴重な観察対象とはいえ）あまり快く思っていないようである。錐霞を無理矢理にでも振り向かせるため、所有する禍具《バスティーユの彼》を利用して暗躍する。
3巻で錐霞によって重傷を負わされ、10巻でようやく復帰。しかし、錐霞に対する思いは変わっておらず、《バスティーユの彼》を多用した結果、ついに存在が認識されなくなってしまった。
アマンダ・カーロット
声 - MAKO
元・蒐集戦線騎士領の後方支援員の少女。体にはマントと、禍具の一つである《怪物繃帯（チュパカブラン・バンテージ）》を服の代わりにつけていて、覚えるべきことを単語帳にメモする癖がある。コードネームはミイラ屋（マミーメーカー）。母親に保険金目当てに焼死させられかけ、片目を失い全身に大きなやけどを負った。
ピーヴィーに、自分には得られなかった理想の母親像を投影するが、そのピーヴィーによって、禍具の生贄とされた。この時殺されたと思われていたが、10巻で日村の手で一命を取り留めていたことが分かった。しかし、その際に使用された《怪物繃帯》の呪いの影響で、再登場時には心に深い傷を負った状態であった。
現在は身体も癒え、研究室長団に入団し、雑用のようなことをこなしている。回復後、夜知家を一度訪れている。
四乃穂木 来（しのほぎ らい）
研究室長団第二分室長。
好きなものは研究とゴリラ。得意技は裏拳とプチプチ潰し。
高杉 征十郎（たかすぎ せいじゅうろう）
研究室長団第二分室長補佐。
来に好意を寄せているが相手にされていない。

### 竜島/竜頭師団
穏天崎 切子（おんてんざき せつこ）
6巻に登場。
春亮が道で出会い、呪われた道具を持っていると誤解されて襲われているとのことで保護した少女。小柄で、髪を団子のように結わいている。セーラー服にストッキングを着用。自分のことを妙に謙譲する癖があり、「切子ごとき」などの発言がよくある。また、大のオカルト好きで、怪しげなグッズを大量に持っている。
かつて苛められており、背中にはその時の無数の傷跡がある。
竜島/竜頭師団の《竜階》七位の団員であり、フォーティーンの所持者。
春亮達に負けたことにより、《竜階》九位に落ちた。
フォーティーンの呪いにより、成長が止まっているので、見た目は10代前半だが、実際は21歳である。
フォーティーン・クーンズベリ
6巻に登場。
切子を追って現れた、蒐集戦線騎士領の戦士を名乗る女。上半身にはマントと緩いサラシのような布を纏い、ショートパンツにロングブーツを履いており、顔の前には白い布が掛かっている。
右手の辺りから角材や箒などを何処からともなく取り出し、強化されたそれらで戦う。
実際は、竜島/竜頭師団の団員で切子のパートナーである。もともとは、「呪われた家」で正式名称は《クーンズベリの死の屋敷（アベニュー14番地）》である。
ココロ・ペンタンジェリ
8巻に登場。
切子達の後任としてやってきた竜島/竜頭師団の《竜階》四位の団員。日本人とイタリア人のハーフで金髪碧眼の美少女。パッと見は深窓の令嬢ともいえる外見だが、豪快な口調で話し性格も好戦的。戦闘の為に無関係の人間を襲い時に命まで奪うなど冷徹な面も持つ。「かは」と笑う癖がある。
武器は《儀礼剣ネクロマンシー》。人や機械の生命を操ることができ、他人の生命を利用して死体を一時的に生き返らせたり、機械の残骸などから武器を作り出したりする。また、その身にまとっているのは、《血塗られたレジネッタ》。所有者本人と感覚を共有しており、所有者が傷つけば、生地が無くなる代わりに傷を治すことができる。ただし、生地が全て無くなると死んでしまうので、赤い布の補給を必要とする。
ニルシャーキ
11巻より登場。
《戦鬼》《騎士殺し》の異名をもつ竜島/竜頭師団の現《竜階》二位の団員。
11巻より暗躍していたが、12巻でその目的が最強の武器である「村正」を手に入れることだったと判明。免罪符機構を二枚使い呪いを軽減した《救済拷問官の瞳》と自らの鍛錬によってこのはを200年前の精神状態に戻すことに成功し持ち主となった。
春亮たちのクラスの副担任で英語教諭の鷺咲として大秋高校に潜入していた。教師のときはおどおどした自信のなさげな喋り方をするが、いつもは過去的で確定的な喋り方をする。
14巻にてリリィハウルの決死の攻撃により、相打ちし、死亡する。

### その他
夜知 崩夏（やち ほなつ）
春亮の父親。世界のあちこちを飛び回り、禍具の呪いを解くため自宅の春亮に送りつける。禍具を取り巻く集団の中ではかなり名が知れた人物。
どうやら霊感か超能力のどちらか、もしくは両方持っているらしい。また知り合いに、結界を張れる「その稼業の人」がいる。
フィアを発見した後、彼女の呪いを解くために世界中を回りながら免罪符機構を収集しており、複数の組織を敵に回していた。そのため第14巻終盤で帰宅した時には、全身整形や性転換、演技により身体も内面も若い女性へと作り変えていた。しかし元々の人間性は変わっておらず、フィアやこのはとの関係に悩む春亮に的確なアドバイスを送っている。
楯岡 藍子（たておか あいこ）
川原で春亮たちが出会った少女。前髪が顔に掛かるほど長い。無口で不思議な行動が多い。口癖は「……ふぇ゛」（困ったときなど）、「……ぽわ」（嬉しい時など）。実は禍具である。ポケットがたくさん付いたコートを着ており、自分の中身を満たしたいという壺としての欲求から、ポケットには石が詰められている。正式名称《術法・藍蠱》および蠱毒の壺藍壺。元々は騎士領の所有物であったが、自身が呪いをかける行動をすることに耐えられず持ち主を殺して逃げた。
元の姿は蠱毒の術に使われた藍色の壺。実際に蠱毒の呪いがあったかは定かでないが、蠱毒の術をかけられたとされた人々が藍壺を呪い人化するに至った。この壺で蠱毒の術をすると、相手に良からぬことを起こす本物の蠱毒を作れる。また、人の姿の時でも、概念的に「閉じた」空間内で生き物を殺すことで、それを蠱毒として使役できる。この蠱毒は、元になった生き物に似た姿をしているが、全身が藍色の水銀のような金属質のものに変化しており、身体能力なども跳ね上がっている。名前を呼ぶ（分からないときは《不詳》でよい）ことで、ポケットの中から蠱毒が召喚される。藍壺の所有者は、だんだん体が蠱毒化する呪いを受ける。藍子は春亮たちに自分から正体を言いたがらず、ただ呪われるにふさわしいものだとだけ告げていた。
自らの罪をアビスに忘れさせてもらおうと、一時は家族会側につく。説得の末、春亮たちのもとに残ると心を変えるが、アリスが投げたナイフが胸に刺さって大破してしまい、再生可能かすら不明な「割れた壺」の状態になってしまった。自然治癒に望みをかけて現在は夜知家の物置に眠る。
8巻にて壺の割れ目が微かに小さくなっていることが分かり、生きていることが判明した。
虎徹（こてつ）
正式名は《長曽根虎徹入道興里（ながそねこてつにゅうどうおきさと）》。このはと同じく、呪いで人化した日本刀である。
持ち主であるニルシャーキに心酔している。刀の中の刀として村正に憧れを抱いていたが、現在のこのはを見て憎しみに変わった。
少女のような顔だちと服装をしているが、実は少年。
自分の舐めたものに刀という性質を与える力を持つ。
12巻の終盤にてニルシャーキによってこのはが200年の時を遡り、昔の村正に戻ったため再び目標としている。
ニルシャーキの死後、このはの弟として夜知家に身を置くことになる。
新選組局長近藤勇の愛刀という故事から「誠」が口癖だが、これは本来“真”と表記すべき内容がほとんどで、本人あるいは著者も混同している。

## 用語解説

### 禍具（ワース）
呪われた道具。長い間呪いが蓄積されたものには、人化できるようになるものがある。人化できる禍具については、登場人物の項を参照。
《怪物繃対（チュパカブラン・バンテージ）》
死に至る傷を防ぐために、死に至る痛みを強いる包帯の禍具（チュパカブラも参照）。アマンダの所有物だったが、研究室長団に回収され、終盤で錐霞に託された。
《舞踏会用戦斧（ダンスタイム）》
視界の敵を自動的に追尾し攻撃する戦斧。戦闘モードに入れば、たとえ所有者の命が尽きても止まらない。このはによって破壊された。
《ギメストランテの愛》
装着した者は外傷では絶対に死なず、驚異的な蘇生回復効果を得られるボンデージ衣装。ただし、いちど着れば脱ぐことはできず、脱げば命を落とす。現所有者は上野錐霞。
《黒河可憐》
正式名称は《黒河可憐事件の証拠物件イ号》。連続殺人鬼の元愛用品。意思によって操作でき、数十メートル程度まで伸長可能。呪いは「誰かを縊り殺したいという衝動に駆られる」というもの。呪いが蓄積する契機となった「連続殺人鬼・黒河可憐事件」だけでも犠牲者は二十三人。元々は昭和中期に製造された皮ベルト。現所有者は錐霞。
《バスティーユの彼（Il est dans Bastille）》
被ると存在が希薄になる仮面の禍具。存在しない人間として名前も与えられず、ずっとこの仮面を被り続け1703年に死んだ男が、自らが存在しているのに存在していないとされた事実を、それを強いるこの仮面を呪い続け、男の死後も存在してはいけない者たち（王の私生児、貴族と平民の混血児、兄と妹の純血児など）に被られ続け呪われた。被り続けていると、被っていない時の気配も希薄になるという呪いを持ち、最終的には自分自身の存在すら認識できなくなる。所有者は日村素直だが、存在が消えて以降の彼が現在どうなっているかは不明。
《食人調理法（カニバルクッカー）》
十字型のハンマー包丁。かつて為した殺傷行為を記録し、好きな時に再現できる禍具。忌能としては《槌での調理（カニバルハンマー）》と《包丁での調理（カニバルクリーヴァ）》の2つ。呪いは人間を食べたくなるというもの。最初に発見されたのは1900年代のアメリカ、猟奇的殺人鬼の家で、その男が人間を調理するためだけに作った道具。このはによって破壊された。
7巻《禍具辞典》では「どこまで本当かはわからない」とした上で「満月の凶人」「レザーフェイスな人」「ミルウォーキーカニバル」「肉屋の主人」が、過去の持ち主として挙げられた。

《麗しの自害鏡（SBR）》
忌能は3つあり、1つ目は所有者を美しくする。2つ目は《鏡裡が意味する白黒世界（ウェルカム・トゥ・アザーサイド）》誰かの動きを止める。3つ目は《鏡像が意味する二重顕在（ハロー・トゥ・アナザーワン）》鏡に映ったものを10分間だけ複製するというもので、複製数に限度はない。美しくなれないことを呪った少女が、鏡の前で手首を切ったことによって生まれた。呪いはリストカット。サヴェレンティと黒絵の連係攻撃により破壊された。
《回帰する産子刀（マタ・プワガ・ククリ）》
「く」の字に曲がったナイフ（ククリ）。産子を領主に無残に殺された母親が復讐に使ったもの。呪いは使用者の肉体に潜り込むこと。持ち続けていれば潜る深さは深くなっていき、最終的に心臓に達すると思われる。クルリが所有していたが、我を失ったアリスがフィアに向け投擲し、庇った藍子を貫いた。
その後は春亮によって回収されており、ニルシャーキ戦で使用された際に壊れる。
名称不明
文化祭で拍明が錐霞に使った首輪。これを付けている人間は激しい寂寥感に襲われる。とある呪われたブローチを改造したもの。
《水葬奇譚（トラゲディメソッド）》
物質を透過する能力をもった木のオールの禍具。ある男が恋人を海上で撲殺したが、実はその恋人は死んでおらず、まるで地面を漕ぐようにオールを突き立てながら戻ってきた女が男に復讐し、人生に絶望した女がまた地面を漕ぐように海へ戻ったことで呪われた。呪いは、所持者が常時身体を水に濡れさせておかなければならないこと。海水のほうが効果は高く、最終的には海に全身を浸けておかなければならなくなると考えられる。このはによって破壊された。
《第三室長室（ルームNo.3）》
幻想空間を生み出し、そこに自由に入れる禍具。元の名前は《アリシア・ピトレリが見た世界》。生まれてから死ぬまで父親に監禁され犯され続けたアリシアという少女が、唯一与えられていたおもちゃの万華鏡。中毒性があるため、いちど覗くと覗き続けたくなり、結果アリシアが幻視した世界に飲み込まれるという呪いがかかる。現在は拍明が改造し、中に入ることはできるが模様はなく、また中毒性や快楽も薄れている。よって、拍明は持ち運べる部屋として活用していた。クルリによって破壊された。
《礼澤瀬璃の証明》
歯数部を数メートルまで伸長できるカッターナイフで、途中で歯の連結を自在に解くことができる。呪いは誰かを攻撃したくなるというもの。誰からも無視され続けた礼澤瀬璃という女生徒が、全校集会で「今まで私はどこにもいなかった。だからここで、私は私を、礼澤瀬璃をここで証明する！」と笑いながら自分の首を切ったことで呪われた。前は忌の妹である刹が所持しており、これによって姉を傷つけてしまい、刹は自害した。その後、どういう経緯か切子の手に渡り、忌によって破壊された。
《汝、長大なる対形象（MR・BIG）》
《礼澤瀬璃の証明》同様に伸長自在のドリルで、同じく切子が所有。由来は不明だが、多くの人の手を渡ってきており、切子が持つ大量の禍具の中で唯一免罪符機構を組み込まれていることから、強い呪いを有していると思われる。
名称不明
ネコミミの禍具。見ているだけで着けたくなってしまい、着けると猫として遊び疲れ眠るまで決して外れない。ネコミミに異常な執着をしていた男が恋人を監禁し、常にそのネコミミを着けた状態で猫のようにふるまうことを何年も強制したことにより呪われた。ある主婦が夜知家に送りつけ、装着した錐霞を迷走させたため、フィアによって破壊された。
《儀礼剣ネクロマンシー》
別名《人造達の子宮（フランケンシュタインズハート）》。狂った科学者が妻を蘇らせるために、魔術と科学を融合させて造り出した生命の魔剣。誰かの命で誰かを蘇らせることができる。ゾンビから記憶・意思を保持した生前と変わらぬ姿まで、調節して蘇らせることができるが、生前の姿まで戻すと寿命が短く、何時間か置きに新しい命を追加しなければならない。壊れた機械を蘇らせることもできるが、人化した禍具を蘇らせることはできない。呪いは「蘇らせた死体と同じ状態に自分がなってしまうこと」。そのため、使用者は定期的に他人の命を補給しないければ死ぬ。このはによって破壊された。
《血塗られたレジネッタ》
元々はドレスの禍具。「赤いドレスが似合うね」と言われた女が着続け、実は騙されていたことが分かったのちも「自分たちは愛し合っている、彼が褒めてくれたこのドレスが証拠だ」と思い続け、その妄執で呪われた。女を心配した人間が服を脱がそうとし、破れたことによりショック死した。よって、本人と服が二つで一つの生き物という性質が生まれ、服が完全に消滅すれば死に、破れれば痛みを覚えるが、所有者の傷を肩代わりすることができる。赤い布なら吸収し、破れた箇所を修復することもできる。
《シャムロックの試験時計（クロックワーク・ライフ）》
最大で4分間、使用者の時間を圧縮することができる禍具。使用者以外の1秒が使用者のx秒になり、相対的に他者よりx倍速く動けるようになる。「普段は意識しないけど、時計って大切だったんだなあ」という周囲の人間の思いを集めてエネルギーにする。呪いは常時時計の音を聞き続けていなければならないことで、聞こえなくなると凄まじい不快感と嘔吐感に襲われ、最終的に死に至る。ある時計職人が「時間こそが生命そのものだ」という考えのもと、地下室に2人の人間を閉じ込め殺し合わせたことで呪われた。初めて職人の意図を理解し実行に移したエルシーがそのまま所持し、その性質から禍具関係者でも最強クラスといわれた。フィアによって破壊された。
《アーティクル15》
心を操る洗脳禍具。写真立ての形をしており、ある独裁国家が国にとって都合の悪い人間を冤罪によって処刑するため、「証拠はここに写真としてある」としたことが呪われた経緯で、冤罪をかけられた者たちは最終的に苦に耐えられず罪を認め、「刑法第十五条（アーティクル15）国家反逆罪によりこの男を処刑する」と言われたために、心を操る能力を持った禍具となった。使用するには2つの条件があり、1つは所有者だけでなく周囲の人間にも呪いとして現れ、心の中身を強引に引っ張り出すことで、妄想・過去の記憶・悪夢などが引き起こされる。もう1つは、相手が多大なショックを受けている状況でなければ作用しないということ。蒐集戦線騎士領が回収し、捕虜となったエルシーを使って実験しようとした際に、日村が簒奪した。エルシーの洗脳に利用され、フィアによって破壊された。
《痛苦所在点（ザ・ペイングラファー）》
これで写真を撮ると肉体の傷が消え、その写真こそが「痛みの情報そのもの」になり、その写真を人間に押し当てて破れば、その傷の何倍もの痛みを直接相手に感じさせることができるカメラの禍具。特に、傷を与えた本人にその痛みを返せれば、さらに威力は上がる。また、装甲や防御力を無視して相手にダメージを与えられる。無痛症の殺人鬼が痛みを知りたいと、誘拐した被害者たちを傷つけ記録していたもの。ネトーが所持し、フィアによって破壊された。
《救済拷問官の瞳（バルトロメイ・オブリビオン）》
最大で30分間、相手の記憶を消すことのできる禍具。呪いは記憶を消去する際に発生する痛み。実際は記憶を消すのではなく、相手の精神を過去に戻す禍具であり、また時間制限もなく、使用者の精神力次第であることが判った。ローリカが所持していたがニルシャーキに奪われ、このはの洗脳に利用された後破壊された。
《コリン博士の整形手順（ローハイドFCD）》
人皮で作られたマスクの禍具。押し付けて人間の顔をコピーし、自分の顔に移し替えることができる。顔以外は全く変えられないことが欠点。呪いは繰り返し使うと、元の顔に戻れなくなるというもの。ローリカが所持していたが、死後どうなったかは不明。
《ルムニクエシュチ村規定書》
ある概念的領域における投票行為によって一位を勝ち取った場合、敗者たちの「秘密」を完全に知ることができる禍具。敗者たちとは勝利する可能性の存在した全ての人間を指し、概念的領域とはコミュニティ的なものを指す。ただし、国などの広範囲は不可能。東欧のある村長が妻の浮気を疑い、村の絶対のしきたりが書かれた誓約書に「選挙で勝った者は村人の秘密を全て知る権利を得る」と血文字で書き込み、それにより村人の秘密を知った彼は妻を尾行し、妻に触れた人間・会話した人間・視線を合わせた人間・同じ空気を吸った人間を殺したことにより呪われた。ローリカが所持し、ミスコンで勝利を収めてニルシャーキの行方を捜し当てようとしていたが失敗、死後どうなったかは不明。
《抱猪愛（バオツーアイ）》
人間以外の動物にしか効かない麻酔用の針。ローリカが所持していたが、死後どうなったかは不明。
《ゴルッペンの治癒布》
切り傷を治すが、代わりに身体のどこかの骨が折れる禍具。ローリカが所持していたが、死後どうなったかは不明。
《フォーク・オブ・エピキュアー》
人肉も腐肉もいかなる肉も美味しく感じられる代わりに、他の味が判らなくなる禍具。ローリカが所持していたが、死後どうなったかは不明。
《ギリッツェ伯爵夫人の手による発情香（パフューム・オブ・メイティングシーズン）》
異性からの好感度を高める香。使うたびに香水が揮発するため、使用回数に限りがある。ローリカが所持し、ミスコンでの勝利を確定させるために残りを使いきったが、伍鈴の妨害により無効化された。
名称不明
闇曲拍明の研究衣のポケット。いわば四次元ポケットで、容積は段ボール２、３箱分。呪われたポケットを研究衣に移植している。
《ガンレッティの扉》
施錠すると絶対に開かず、開けるには専用の鍵を使う必要がある箱の禍具。《ガンレッティの感情鍵》と呼ばれる4つの鍵は、登録者の感情量に反応して次第に赤い血の色に染まっていく。そして鍵が真紅に染まると、初めて箱を開けられるようになる。元々は遊び人の家の鍵と鍵穴で、「僕への愛が一番強い女にのみ、僕の家のドアは開けられる」と何人もの愛人に鍵を渡したが、実際は男が中から開かないようにしており、自分で入れる女を選んでいた。やがて面倒くさくなり、愛人たちが来ても誰ひとり開けなくなった。すると女たちは、滑りが悪いだけだと自分の身体に鍵をねじ込み、その血で赤く染まった鍵で回し続けたことにより呪われた。
名称不明
呪われたデッサン人形。《ある人物》の《ある行動》を頭に思い浮かべながら鼻のボタンを押すと、《その行動》を目的とする《その人物》に変身する。元の人形に戻るには3つのパターンがあり、1つ目は、起動時にインプットされた行動を明確に果たすこと。2つ目は、事件経過で約48時間経過すること。3つ目は、強制リセットスイッチを押すこと。暗殺用に使われていたこともあり、何が何でも指令を“やり遂げる”性質を持っている。
《禍剣シーガルスホルム》
周囲の恐怖を吸収し、エネルギーとする黄金の剣。切っ先を自在に伸ばすことができる。北欧のサガ《ヒョルヴァルズの子ヘルギの歌》にその名があるが、本物かどうかは不明。打倒ニルシャーキのためにリリィハウルが蒐集戦線騎士領から簒奪し、ニルシャーキによって破壊された。
《真なる唯一のゴーストシャツ（ウーンデッドニー・マサカー）》
いかなる攻撃も無効化する禍具。アメリカインディアンの虐殺（ウンデット・ニーの虐殺 / Wounded Knee Massacre）が起こった際、仲間を盾にして唯一生き残った男が着ていたもの。《白人の銃弾を通さない》という触れ込みで、インディアンの間に流行した「ゴーストシャツ」という衣服そのものは虚構だったが、生き残った男の虚言で唯一触れ込みどおりの効果を発揮した本物となった。そして、そのとき死んだ人間の怨嗟により呪われ、同時に忌能を発揮した。この禍具の効力は、背中と服がない場所には発揮されない。
《貫通し姦通するマクラクラン（ステイクミー・プリーズ）》
刺さると二度と抜けない能力を持つ禍具。肉体に《貫かれている》という感覚を与えなくてはならない呪いがある。打倒ニルシャーキのためにリリィハウルが蒐集戦線騎士領から簒奪し、ニルシャーキによって破壊された。
《エンドリオン自罰（E.S.P）》
鞘から抜くと、柄も含めすべてが燃える剣。当然、使用者の掌も燃えるため、柄には炭のような黒い汚れが付着している。打倒ニルシャーキのためにリリィハウルが蒐集戦線騎士領から簒奪し、ニルシャーキによって破壊された。
《マイ・ブラディーバレンタイン》
屠殺刀。肉を斬りたくなるという呪いで、斬れば斬るほど斬れ味があがる。家畜の肉でもよいが、最も効果があるのは人肉。打倒ニルシャーキのためにリリィハウルが蒐集戦線騎士領から簒奪し、ニルシャーキによって破壊された。
《アリーウス》・《第二オリーウス》
二刀一対の禍具。《アリーウス》の呪いは、勇気を失った状態で敵の前に立つとなまくらとなり、逆に勇気があればあるほど斬れ味が高くなる。《第二オリーウス》の呪いは、《アリーウス》の所有者を必ず殺すこと。第二オリーウスが抜き身の状態で、アリーウスを鞘から抜けば第二オリーウスが飛んでくる。元々は《勇士殺しのアースムンドのサガ》に登場する魔剣で、アリーウスとオリーウスという2人の鍛冶師が王に剣を献上させられ、王を快く思わず劣ったものを献上したオリーウスは打ち直しを命じられ、新たに2本目の剣を作るが、その剣に《アリーウスを持つ王の一族を殺す》呪いをかけた。
打倒ニルシャーキのためにリリィハウルが蒐集戦線騎士領から簒奪し、《アリーウス》を僅かな傷で致死性の毒を与える《毒剣ポイズンリッター》と称して春亮へ渡した。春亮を囮にする狙いだったが、結果として《第二オリーウス》と合わせてニルシャーキを倒す切り札となった。ニルシャーキ戦後に研究室長国に回収された。
《エペタム》
アイヌ民族に語られていた人食い刀。夜な夜な勝手に動き人を斬り殺す刀だとされ、石を食わせれば大人しくなるという伝説のとおり、価値ある鉱物を定期的に食わせなければならないという呪いがある。そうしなければこの刀は無差別に動き、所有者すらも殺す。戦闘時は自動的に宙を舞い、敵に襲いかかる。打倒ニルシャーキのためにリリィハウルが蒐集戦線騎士領から簒奪し、ニルシャーキによって破壊された。
《ナデングパーヤールウッに伝わる三仮面》
アジアのとある部族に伝わってきた、3体の精霊を司る祭具。現在・過去・未来、総合的に使用者の《時間》を見通すもの。《過去のイヨニョモット》は過去に殺した敵の強さの幾分かを吸収し、累積したそれを着用者に供与し、腕力や敏捷性、持久力など全体的に底上げする忌能を備えている。《現在のレッウ》は自らが過去にいた位置に瞬間移動できる忌能を備えている。《未来のトゥタスガイー》は視界内にいる人間の未来の位置を見通す忌能を備えている。
ニルシャーキ死亡後に、切子によって回収された。
《剣闘士のズルフィカール》
本来の刀身の横に2本目の不可視の刀身が並行して存在している剣（ズルフィカールも参照）。
リリィハウルが春亮たちへの合図に使った剣。
《速度応報（カルマスピード）》
敵の攻撃速度を吸収して蓄積し、一挙に解放することで爆発的な破壊力を発揮する剣。相手の攻撃を無効化しながら、自身の攻撃力を高められる攻防一体の禍具だが、使用者をスピード狂の快楽に悶えさせる呪いがある。非力な貴族が決闘に勝つために、カウンター重視で編み出した技が呪いとなって武器に染みついたもの。当初はスレイブが使用していたが、《十字軍の建国旗槍》と交換で切子へ譲られた。
《十字軍の建国旗槍（ディユ・ル・ヴ）》
十字軍遠征で使用され呪われた槍。この槍で傷つけられた者から流れ出した血が大地へ染み込み、その地点で囲われた土地の中心に槍を突き立てることで、その土地を槍の所有者の領土にすることができる。領土と化した土地は、その勢力に与する人物に有益なあらゆる補正が与えられるが、時間がかかるうえに所有者は領土内から出ると死んでしまう呪いを持つ。蒐集戦線騎士領の領土を確保していた禍具で複数存在し、その一つを夜知家の無力化に利用しようとした。
《零番領地（ジルチグラウンド）》
《十字軍の建国旗槍》による領主の行動制約を回避するために利用された槍の禍具。槍の立つ場所でしか生きられない代わりに、槍と共に移動することで《十字軍の建国旗槍》の領域外へも出入りできるようになる。
《悪魔の大口（デモンスムンド）》
「傾聴せよ」の合図で、声を聞いた者に暗示をかける拡声器の禍具。自分自身の声によっても暗示にかかってしまうため、通常はスピーカーを通して遠くの相手へ呼びかけるが、自分の死を恐れなければ確実に相手と心中できるという側面も持つ。タシターンが大秋高校の生徒全員に暗示をかけ、人質に利用しようとした。
《アウシュビッツ＝ビルケナウ》
呪われた有刺鉄線。これで囲われた土地は、内部からも外部からも一切出入り不能となる。第二次世界大戦でナチスに使用されたアウシュヴィッツ＝ビルケナウ強制収容所の周囲に張り巡らされた鉄線が、所内で虐殺された大量の人々の呪いを受けて禍具化したもの。内部から複数箇所を切断することで無効化できるが、ある程度の自己修復能力も有する。
《銀冑騎士団（ヴィッテルバッハ・ナイツ）》
騎士領の長を守護する16体の甲冑親衛隊。王が既に殺されていることを知らずに、愚直に城を守り続けて死んでいった騎士たちの怨念で呪われた甲冑で、破壊しない限り所有者を永久に守護し続ける。

### 組織
蒐集戦線騎士領（しゅうしゅうせんせんきしりょう）
禍具を取り巻く組織の1つ。禍具の存在自体を赦さず、全ての禍具の破壊を目的とするが、その達成のために禍具を使う者も多い。
任務の際は、実際に戦闘を行う騎士と、陰で支援をする後方支援員（オーグジラリ）で行動する。後方支援員が表に出てくるようなことは騎士にとっての失態である。
騎士には階級があり一級は単騎で人化した禍具を破壊できるレベル。また、級のあとにつく二文字はそれぞれの特徴が採用されている。
闇曲拍明・研究室長国（やみまがりぱくあき・けんきゅうしつちょうこく）
禍具を取り巻く組織の1つ。闇曲拍明が立ち上げた、呪いというものを知ることのみを目的にした『研究機関』。
ビブオーリオ家族会（ビブオーリオファミリーズ）
禍具を取り巻く組織の1つ。スタンスは『禍具の全肯定』。禍具を「超越者」として信奉し、禍具の呪いを達成するためならば殺人も自分の命も惜しまない。
会員のほとんどと、母君アリス・父君アビスを失い、現在では壊滅状態にある。
竜島/竜頭師団（ドラコニアンズ）
禍具を取り巻く組織の1つ。禍具を人が強くなれるために存在しているものと捉え、最強という概念の象徴としての《竜》を目指す組織。
人間の団員には、体のどこかに竜の入れ墨がある。《竜階（ブレイズ）》があり六位以上は竜の部位を刻むことが許されており《部位刻み（ハイ・シングル）》と呼ばれている。現在判明している部位は《顎》《目》《翼》。

### その他
免罪符機構（インダルジェンス・ディスク）
黒く薄いカード状の物体で、禍具の呪いを軽減する作用がある。蒐集戦線騎士領の人間がよく使っているようだが、詳細は不明。
また、元の姿のフィアの特定の場所にディスクを挿入することで、フィアの機構が使えなくなっていく。つまり、フィアの呪いが軽減されていく。さらに、免罪符機構はもともとフィアの一部分であったような示唆があり、フィアと免罪符機構は引き合う性質があるようだ。元々フィアの中に何枚か入っていたらしく春亮のもとに来た時点で、いくつかの機能が使えなくなっていた。

## フィアの機構
フィアは人の姿の時にも、立方体の形の物（ルービックキューブなど）を媒介として、全部で32個の機構を顕現させることができる（ただし初登場の時点で、いくつかの機構は免罪符機構によって使えなくなっていたようだ）。使用の際は使う形態の名前をいうと、自分の似姿（エミュレーション）としての立方体が変形する。フィアは機構から延びる小さな立方体の角同士を接合してひも状にしたもの（作中では「立方鎖」と表現されている）で機構を操っている。
それぞれの形態には名前があり、「二十六番機構・貫式閉鎖態《鋼鉄の処女 ("Iron Maiden")》」のように、初めにその機構の番号、次に〜式〜態で概要、最後に二重山かっこで名称が表される。
作中に登場したフィアの機構を機構番号順にここにまとめる。
三番機構・断式落下態《ギロチン ("Guillotine")》
いわゆるギロチン。対ピーヴィーの初戦にて初出。
四番機構・揺式振子態《永訣刻する処刑鎌 ("The pendulum")》
殺人振り子。一端を固定し、そこから先端に巨大な鎌を具えた伸縮自在の鎖を伸ばす。エルシー戦で初出。
五番機構・刺式佇立態《ヴラド・ツェペシュの杭 ("A skewer loved by Vlad Tepes")》
大きな杭。フィアは投擲武器として使っている。ヴラド・ツェペシュはドラキュラ伯爵のモデルとなった人物。
六番機構・熱式括席態《スペインの長靴椅子 ("Spanish Stool and Boots")》
鋼鉄の椅子。下部と肘掛けに、鋼鉄の筒状部位がある。14巻で登場。
七番機構・棘式座位態《ドイツ式審問椅子 ("An Interrogation Chair")》
座面と背もたれに鋭い棘のついた椅子。5巻で初出。
八番機構・砕式円環態《フランク王国の車輪刑 ("Breaking by wheel at Francs")》
進行ルートに在るものを砕きながら進む車輪。対ピーヴィーの初戦で初出、その後も何度か使用している。
電撃学園RPG Cross of Venusではアビリティカードとして登場する。
九番機構・捕式回転態《異端審問車輪 ("An inquisitional wheel")》
拘束具の付いた水車のような車輪。《フランク王国の車輪刑》より一回り大きく、縁についた拘束具で相手を大の字に拘束する。サヴェレンティ戦にて使用、その後の免罪符機構挿入で使えなくなった。
十番機構・挟式加圧態《リッサの鉄柩 ("Iron Coffin of Lissa")》
鉄の板を展開し、相手の周囲に床、壁、天井を形成し柩のような閉鎖空間を作り出す。その後、天井、壁が内部の空間を狭める方向に動かす。伍鈴戦で登場。
十一番機構・裂式波山態《鮫の歯 ("The teeth")》
巨大で肉厚なのこぎり。初出は2巻。
十二番機構・絶式旋刃態《颶風殺人柱 ("Tornado of souls")》
太い円柱から無数の刃が突き出ており、それが回転する。アビス戦で登場。
十四番機構・掻式獣掌態《猫の足 ("cat's paw")》
猫の爪を模した五本のカギヅメがついた大きな孫の手状の拷問具。3巻にて初出。電撃文庫MAGAZINE掲載の短編にも登場する。ビブオーリオ家族会から奪った免罪符機構により使用不可になった。
十五番機構・浮式鎖檻態《追いはぎの棺桶("Highwayman's coffin)
長い鎖の先に鳥籠のような檻がついている拷問具。鳥籠の底が開くようになっており、高いところに吊り上げたり、下に剣山を置いたりして使う長期間晒しものにするようの形態。
十六番機構・吊式尖台態《ユダの揺籃 ("Juda's Cradle")》
鉄の四角錐が一本の柱に支えられて中空に浮き、その柱の台の四隅から延びた四本の長い柱の先に拘束具がついている。拘束具で四角錐に人間をつりさげて使う。使われると股間から裂けて死ぬらしい。クルリ戦で登場するも、避けられて出番がなかった。免罪符機構により現在は使用不可。
十七番機構・繋式鳥枷態《コウノトリの団欒 ("The flocking storks")》
同じ形をしたいくつかの拘束具が、土台に鎖で繋がれており、全体的に三角形の形状をしている。四肢と頭を折り畳んで拘束する。不自然な姿勢で固められるので、長時間放置すると血の流れが止まり死ぬ場合もある。伍鈴戦で登場。
十八番機構・伸式外枠態《エクセター公の娘 ("The rack-Duke's daughter")》
しっかりとした土台と、そこに立つ長方形の枠からなる。枠には鎖つきの拘束具があり、枠の上下の梁がそれぞれ上下に動くため、使用し続けると対象の体は裂けてしまうことになる。サヴェレンティ戦で登場。拍明が置いていった免罪符機構で使用不可に。
十九番機構・抉式螺旋態《人体穿孔機 ("Man-Perforater")》
全長178.7センチメートルの巨大なドリル。フィアは槍のように使っている。対ピーヴィーの初戦にて初出、その後もしばしば登場する。錐霞に襲いかかった際に過去に使用した回数は358回と述べている（そのうち1回は器具を見ただけでショック死しているため、実際の使用は357回）。
電撃学園RPG Cross of Venusではアビリティカードとして登場する。
二十番機構・斬式大刀態《凌遅の鉈 ("A hatchet of lingchi")》
長大な鉈（凌遅刑も参照）。1巻に初登場した後、何度か登場している。
二十一番機構・掛式鉤爪態《スペインの蜘蛛 ("Spanish Spiders")》
滑車のある天蓋に、鉤爪付きの4本の鎖がある。鉤爪を相手の肉に喰いこませて吊り上げる。5巻で初出。ココロから奪った免罪符機構により、使用不可に。
二十二番機構・潰式針球態《星棍 ("Morgenstern")》
一種のモーニングスター。子供が中に入るほどの大きさの球に棘が生えたものが先端についた棍棒。サヴェレンティ戦にて使用。
二十三番機構・穴式釘面態《生涯坐しない聖者 ("maraNa-asana")》
大きいテーブルほどの厚い鉄板に、無数の剣や針が生えた巨大な剣山。6巻にて初登場。
二十四番機構・焼式彫像態《良く啼く鋼鉄の牡牛 ("The red-hot bull voices")》
いわゆるファラリスの雄牛。鉄製で中が空洞の牡牛の置物であり、それ単体では何の意味もない。人間を中の空洞に入れて、下から火で炙るのが本来の使い方。3巻で登場。
二十六番機構・貫式閉鎖態《鋼鉄の処女 ("Iron Maiden")》
いわゆる鉄の処女。加減すれば、内部の棘を出さないままいることもできる（1巻にて中に春亮を入れて使用した）。最初に登場した機構。ピーヴィーから奪った免罪符機構により、使用不可。
二十七番機構・碾式歯輪態《強制磨滅機構ヘルメス（"Gearweel-Trismegistus"》
土台の上に大きな歯車が縦に三つ組み合わさった形をしている。人間の腕や脚を巻き込んで力任せに歯車の間で磨り潰して切断する。11巻にて初出。対ネトー戦で、咄嗟の移動手段として使用。
二十九番機構・抱式聖像態《鋼鉄の聖母マリア ("The Blessed Virgin Mary embraces you")》
鉄でできた聖母マリア像で、その前面には無数の棘が生えている。抱擁を求めるように開いた両腕の中に相手が入ると、そのまま両腕が閉じて相手は串刺しとなる。アリス戦で使用、その後の免罪符機構挿入で使用できなくなった。
三十番機構・開式鋭形態《花弁剣ベラゼッラ ("The flower sword Verazella")》
槍のような細い長剣。先端付近が雫形になっている。相手に突き刺した後に、雫状の部分が花のように開くことで、相手の体を切り開く。4巻で初登場。ネトーから奪った免罪符機構により使用不可となった。

## 制作背景
当初の構想では「少女が箱形に変化して戦う」という設定だったが、担当編集者との打ち合わせによって少女の姿で戦う設定に変更となった。また、「エログロ＋シリアスな話の筋＋コメディー」のバランスを取るために第1巻の初稿打ち合わせは7時間にも及んだ。タイトルも当初の案は「箱形恐禍」だったが、後に「少女立方体」となり、最終的に「C³ -シーキューブ-」となった。

## 既刊一覧

### 小説
- 水瀬葉月（著）・さそりがため（イラスト）、メディアワークス→アスキー・メディアワークス〈電撃文庫〉、全17巻
  - 『C³ -シーキューブ-』、2007年9月10日初版発行（同日発売[8]）、ISBN 978-4-8402-3975-2
  - 『C³ -シーキューブ-II』、2008年1月10日初版発行（同日発売[9]）、ISBN 978-4-8402-4143-4
  - 『C³ -シーキューブ-III』、2008年4月10日初版発行（同日発売[10]）、ISBN 978-4-04-867023-4
  - 『C³ -シーキューブ-IV』、2008年8月10日初版発行（同日発売[11]）、ISBN 978-4-04-867023-4
  - 『C³ -シーキューブ-V』、2008年12月5日初版発行（同日発売[12]）、ISBN 978-4-04-867422-5
  - 『C³ -シーキューブ-VI』、2009年3月10日初版発行（同日発売[13]）、ISBN 978-4-04-867597-0
  - 『C³ -シーキューブ-VII』、2009年7月10日初版発行（同日発売[14]）、ISBN 978-4-04-867899-5
  - 『C³ -シーキューブ-VIII』、2009年11月10日初版発行（同日発売[15]）、ISBN 978-4-04-868143-8
  - 『C³ -シーキューブ-IX』、2010年3月10日初版発行（同日発売[16]）、ISBN 978-4-04-868397-5
  - 『C³ -シーキューブ-X』、2010年9月10日初版発行（同日発売[17]）、ISBN 978-4-04-868879-6
  - 『C³ -シーキューブ-XI』、2011年4月8日初版発行（同日発売[18]）、ISBN 978-4-04-870421-2
  - 『C³ -シーキューブ-XII』、2011年10月8日初版発行（同日発売[19]）、ISBN 978-4-04-870957-6
  - 『C³ -シーキューブ-XIII』、2011年12月10日初版発行（同日発売[20]）、ISBN 978-4-04-886246-2
  - 『C³ -シーキューブ-XIV』、2012年7月10日初版発行（同日発売[21]）、ISBN 978-4-04-886707-8
  - 『C³ -シーキューブ-XV』、2012年10月10日初版発行（同日発売[22]）、ISBN 978-4-04-886982-9
  - 『C³ -シーキューブ-XVI episode CLOSE / the first part』、2013年3月9日初版発行（3月10日発売[23]）、ISBN 978-4-04-891433-8
  - 『C³ -シーキューブ-XVII episode CLOSE / the last part』、2013年6月7日初版発行（同日発売[24]）、ISBN 978-4-04-891677-6

### 漫画
- 水瀬葉月（原作）・さそりがため（キャラクターデザイン）・秋奈つかこ（作画） 『C³ -シーキューブ-』 アスキー・メディアワークス〈電撃コミックス〉、全3巻
  1. 2011年10月27日発売[25]、ISBN 978-4-04-870977-4
  2. 2012年7月27日発売[26]、ISBN 978-4-04-886849-5
  3. 2013年3月27日発売[27]、ISBN 978-4-04-891570-0

## モバイル
『電撃モバイル』（アスキー・メディアワークス）でパズルアプリがダウンロード利用可能だった。

## テレビアニメ
2011年4月にアニメ化が発表され、同年10月から12月までAT-Xや独立UHF局にて放送された。

### スタッフ
- 原案 - 水瀬葉月（電撃文庫/アスキー・メディアワークス刊）[4]
- キャラクター原案 - さそりがため[4]
- 監督 - 大沼心[4]
- シリーズ構成 - 横手美智子[4]
- キャラクターデザイン・総作画監督 - 大島美和[29]
- アクションディレクター - 斉藤良成[4]
- 色彩設計 - 木幡美雪[4]
- 撮影監督 - 中西康祐[4]
- 美術監督 - 前田実[4]
- 編集 - 吉武将人[4]
- 音響監督 - 亀山俊樹[4]
- 音楽 - 市川淳[4]
- 音楽制作 - スターチャイルドレコード[4]
- プロデューサー - 山中隆弘[29]、湯浅隆明[29]
- アニメーションプロデューサー - 金子逸人[29]
- アニメーション制作 - SILVER LINK.[4]
- 製作 - C3製作委員会[4]

### 主題歌
オープニングテーマ
「Endless Story」（第2話 - 第8話）
作詞 - 松井五郎 / 作曲・編曲 - 太田雅友 / 歌 - 田村ゆかり
第1話ではエンディングテーマとして使用。
「紋」（第9話 - 第13話）
作詞 - 山崎寛子 / 作曲 - 市川淳 / 編曲 - 齋藤真也 / 歌 - 喜多村英梨
エンディングテーマ
「雪華」（第2話 - 第8話）
作詞 - 山崎寛子 / 作曲 - 市川淳 / 編曲 - 中西亮輔 / 歌 - 喜多村英梨
「Sympathy of Love」（第9話 - 第13話）
作詞 - 松井五郎 / 作曲・編曲 - 太田雅友 / 歌 - 田村ゆかり

### 各話リスト
| 話数     | サブタイトル                                                                         | 脚本       | コンテ             | 演出               | 作画監督 |
| -------- | ------------------------------------------------------------------------------------ | ---------- | ------------------ | ------------------ | --- |
| 第一章   | 布団に移るものを知らない （Night of the Cube）                                       | 横手美智子 | イシグロキョウヘイ | イシグロキョウヘイ | 野田めぐみ、山吉一幸 竹森由加、渡辺亜彩美                                                                   |
| 第二章   | どこに、なにを、なにか （When contents of the cube are exposed）                     | 横手美智子 | 坂本隆             | 坂本隆             | 滝本祥子、牛島希 古川英樹、高原修司                                                                         |
| 第三章   | 彼らの温度の二律背反 （Cold curse, Warm curse）                                      | 横手美智子 | 大沼心             | 山口頼房           | 山吉一幸、渡辺亜彩美、さのえり 小川エリ、高原修司、松浦里美                                                 |
| 第四章   | 夜には母親と抱き枕を （Voice, a termination, not a termination, her, her）           | 横手美智子 | ワタナベシンイチ   | ワタナベシンイチ   | 野田めぐみ、山吉一幸、丸山修二 楠本祐子、中西理恵、牛島希 宮川智恵子、さのえり 木下由美子、野口孝行         |
| 第五章   | たとえ呪われても （Here）                                                            | 横手美智子 | 斉藤良成           | 森宮崇佳           | 斉藤良成、高原修司、竹森由加 寺尾憲治、丸山修二                                                             |
| 第六章   | 球形硝子に似て脆弱な （Sovereignty - Perfection - Doll）                             | 横手美智子 | 黒川智之           | 平田豊             | 渡辺亜彩美                                                                                                  |
| 第七章   | 予見者の眼に映らない （For their reasons）                                           | 横手美智子 | 西田正義           | 山口頼房           | 野田めぐみ、山吉一幸、高原修司 出野喜則、さのえり、渡辺亜彩美                                               |
| 第八章   | 逃れ得ぬ呪いのような― （She played Killing Organ）                                   | 横手美智子 | イシグロキョウヘイ | 筑紫大介           | 宮嶋仁志、福永純一、高橋優也                                                                                |
| 第九章   | 帰還者は何処か不思議な （Welcome home, the troubled little girl）                    | 横手美智子 | ワタナベシンイチ   | 福井俊介           | 吉田隆彦、山吉一幸、渡辺亜彩美 高澤美佳、さのえり、出野喜則                                                 |
| 第十章   | 嗜虐者は何処にもいない （A gasper on the bed, or her cute secret）                   | 横手美智子 | 坂本隆             | 坂本隆             | 野田めぐみ、高原修司、松浦里美 寺尾憲治、竹森由加、瀧原美樹 牛島希、古川英樹                                |
| 第十一章 | 狂信者は何処かにいる （Mother's warm hospitality, and the lovely crash）             | 横手美智子 | 西田正義           | 平田豊             | 渡辺亜彩美                                                                                                  |
| 第十二章 | 超越者は何処にでもいる （Human）                                                     | 横手美智子 | 川口敬一郎         | 山口頼房           | 野田めぐみ、斉藤良成、山吉一幸 竹森由加、高原修司、松浦里美 渡辺亜彩美、堤谷典子、寺尾憲治 中西理絵、松尾慎 |
| 第十三章 | 林間学校こんふゅーじょん! （side view - in pursuit of a cursed mysterious monster.） | 水瀬葉月   | 二瓶勇一           | 神保昌登           | 大島美和、渡辺亜彩美、寺尾憲治 野田めぐみ、山吉一幸                                                         |

※ 第十三章はAT-Xの再放送でのみ放送された。

### 放送局
| 放送地域 | 放送局             | 放送期間                 | 放送日時           | 放送系列           | 備考                                                         |
| -------- | ------------------ | ------------------------ | ------------------ | ------------------ | ------------------------------------------------------------ |
| 日本全域 | AT-X               | 2011年10月1日 - 12月17日 | 土曜 23:30 - 24:00 | CS放送             | リピート放送あり                                             |
| 神奈川県 | tvk                | 2011年10月1日 - 12月17日 | 土曜 24:30 - 25:00 | 独立局             |                                                              |
| 東京都   | TOKYO MX           | 2011年10月1日 - 12月17日 | 土曜 25:00 - 25:30 | 独立局             |                                                              |
| 千葉県   | チバテレビ         | 2011年10月2日 - 12月18日 | 日曜 23:30 - 24:00 | 独立局             |                                                              |
| 埼玉県   | テレ玉             | 2011年10月2日 - 12月18日 | 日曜 25:35 - 26:05 | 独立局             |                                                              |
| 兵庫県   | サンテレビ         | 2011年10月3日 - 12月19日 | 月曜 24:35 - 25:05 | 独立局             |                                                              |
| 京都府   | KBS京都            | 2011年10月3日 - 12月19日 | 月曜 25:30 - 26:00 | 独立局             |                                                              |
| 愛知県   | テレビ愛知         | 2011年10月3日 - 12月19日 | 月曜 26:00 - 26:30 | テレビ東京系列     |                                                              |
| 日本全域 | ニコニコ生放送     | 2011年10月4日 - 12月20日 | 火曜 24:00 - 24:30 | インターネット配信 |                                                              |
| 日本全域 | ニコニコチャンネル | 2011年10月4日 - 12月20日 | 火曜 24:30 更新    | インターネット配信 | 第一章常時・最新話1週間会員無料配信 過去話アーカイブ有料配信 |
| 日本全域 | ShowTime           | 2011年10月5日 - 12月21日 | 水曜 12:00 更新    | インターネット配信 | 第一章常時・最新話1週間会員無料配信 過去話アーカイブ有料配信 |
| 日本全域 | BS11               | 2011年10月7日 - 12月23日 | 金曜 23:00 - 23:30 | BSデジタル放送     | ANIME+枠                                                     |

### 関連商品

#### Blu-ray / DVD
2011年12月21日より発売。BD限定版、BD通常版、DVD通常版の3種リリースであり、BD限定版特典として、水瀬葉月書き下ろし小説、水瀬葉月書き下ろし脚本ドラマCDが封入されている。
| 巻数 | 発売日         | 収録話              | 特典小説･ドラマCD                                                                                     | 規格品番   | 規格品番 | 規格品番  |
| 巻数 | 発売日         | 収録話              | 特典小説･ドラマCD                                                                                     | BD限定版   | BD通常版 | DVD       |
| ---- | -------------- | ------------------- | --- | ---------- | -------- | --------- |
| 1    | 2011年12月21日 | 第一章 - 第二章     | みんなのひみつシリーズ① 〜フィアのひみつ!〜 特典ドラマCDでぃーきゅーぶ① 第1章「夜知家風呂場にて」     | KIXA-90154 | KIXA-154 | KIBA-1919 |
| 2    | 2012年1月25日  | 第三章 - 第五章     | みんなのひみつシリーズ② 〜このはのひみつ!〜 特典ドラマCDでぃーきゅーぶ② 第2章「商店街路地裏にて」     | KIXA-90155 | KIXA-155 | KIBA-1920 |
| 3    | 2012年2月22日  | 第六章 - 第八章     | みんなのひみつシリーズ③ 〜しらほたちのひみつ!〜 特典ドラマCDでぃーきゅーぶ③ 第3章「洋服店試着室にて」 | KIXA-90156 | KIXA-156 | KIBA-1921 |
| 4    | 2012年3月28日  | 第九章 - 第十一章   | みんなのひみつシリーズ④ 〜きりかのひみつ!〜 特典ドラマCDでぃーきゅーぶ④ 第4章「大秋高校体育倉庫にて」 | KIXA-90157 | KIXA-157 | KIBA-1922 |
| 5    | 2012年4月25日  | 第十二章 - 第十三章 | みんなのひみつシリーズ⑤ 〜黒絵のひみつ!〜 特典ドラマCDでぃーきゅーぶ⑤ 第5章「美容室《壇ノ浦》にて」   | KIXA-90158 | KIXA-158 | KIBA-1923 |

#### CD
| 発売日         | タイトル                               | 規格品番  |
| -------------- | -------------------------------------- | --------- |
| 2011年12月21日 | C³ -シーキューブ- Original Sound Track | KICA-3174 |
| 2012年1月25日  | C³ -シーキューブ- Character Song Album | KICA-3175 |